# كتابة مختزلة

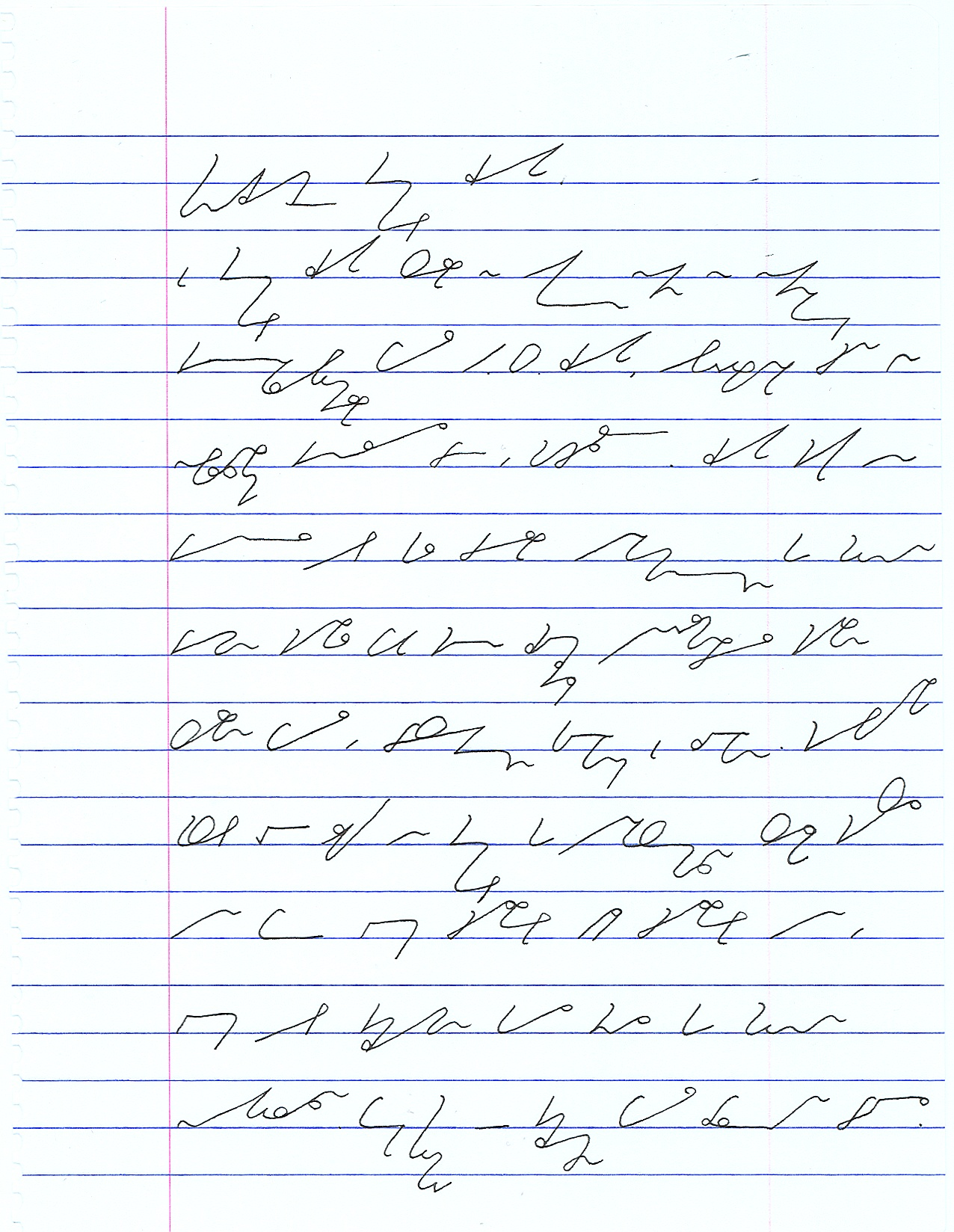
كتابة اختزالية هولندية باستخدام "نظام جروت"

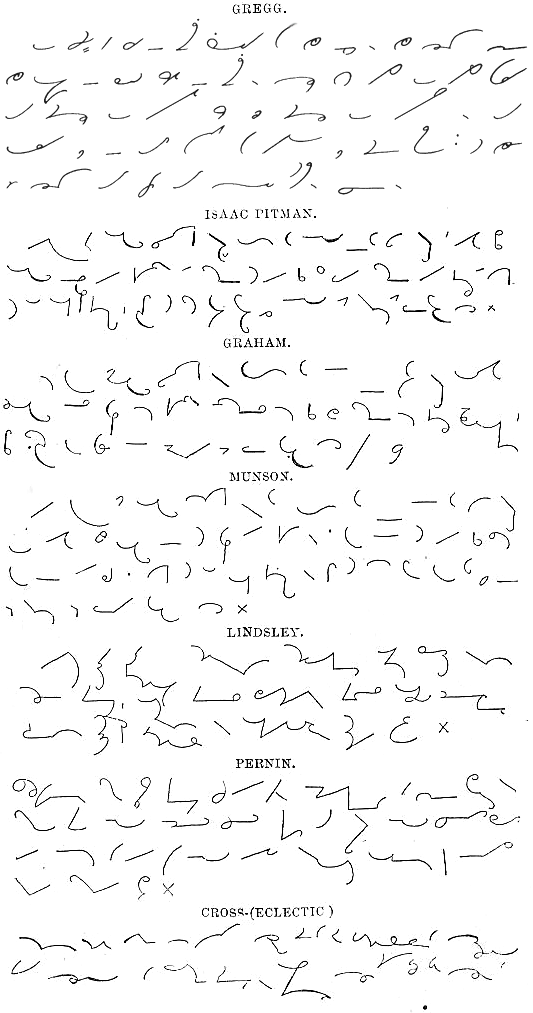
الصلاة الربانية في جريج ومجموعة متنوعة من النظم في القرن التاسع عشر

كتابة الاختزال أو السيمياء (بالإنجليزية: stenography)‏، ويسمى أيضاً الاختزال (بالإنجليزية: Shorthand)‏ وهو أسلوب رمزي في الكتابة، الغرض منه الإيجاز وزيادة سرعة الكتابة، بالمقارنة مع طريقة الكتابة الاعتيادية.
توجد العديد من أشكال الكتابة الاختزالية. يوفر نظام الاختزال النموذجي الرموز أو الاختصارات للكلمات والعبارات الشائعة، والتي يمكن أن تسمح لشخص ما، مدربا تدريبا جيدا، في استخدام نظام الكتابة بسرعة توازي سرعة تحدث الناس. طرق الاختصار مبوبة على أساس الحروف الأبجدية وتستخدم نهج اختزال مختلفة. العديد من برامج الإكمال التلقائي، تطور مستقلة أو تدمج في برامج تحرير النصوص اعتمادا على قوائم الكلمات، وتشمل أيضا وظيفة اختزال لعبارات التي تستخدم غالبا. قبل اختراع آلات التسجيل والإملاء، كان الاختزال يستخدم في الماضي على نطاق واسع. واعتبر الاختزال جزءا أساسيا من تدريب السكرتارية، فضلا عن كونه مفيدا للصحفيين. على الرغم من أن الاستخدام الرئيسي للاختزال، كان لتسجيل الإملاء الشفوي أو الخطاب، استخدمته بعض النظم للتعابير المدمجة. على سبيل المثال، استخدام محترفي العناية الصحية الاختزال لكتابة الملاحظات في البطاقات الطبية والمراسلات. الكتابة الاختزالية عادة ما تكون مؤقتة، وتهدف إما للاستخدام الفوري ثم النسخ في وقت لاحق إلى الكتابة العادية، على الرغم من ان البعض استخدمها مدى طويل، كما في يوميات (ببيس صموئيل) صموئيل بيبس الشهيرة، كمثال شائع.

## أصل التسمية
أصل التسمية جاءت من الكلمة اليونانية "stenos" وتعني ضيق، والكلمة "graphie" وتعني الكتابة. كما يدعى أيضا خط مجموع، من الكلمة اليونانية (brachys) بمعنى (قصير) وكلمة خط مجموع، وهي بدورها من الكلمة اليونانية (tachys) بمعنى (سريع)، وهذا يتوقف على ما إذا كان ضغط أو سرعة الكتابة هو الهدف.

## العصور القديمة

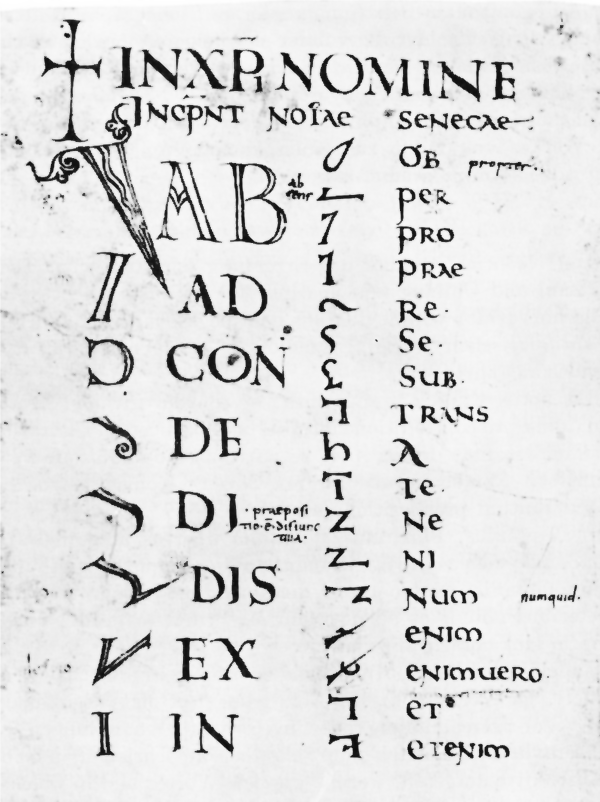
مصطلحات ملاحظات تيرونيان من القرن الثامن, دستور كاسيلانوس

أقرب إشارة معروفة عن الكتابة الاختزالية هي من اليونان القديمة، وهي البارثينون بارثينون، الحجر الذي عثر عليه ويعود إلى منتصف القرن 4 قبل الميلاد. يظهر لوح الرخام هذا، نظاما للكتابة يعتمد بالدرجة الأولى على أحرف العلة، وذلك باستخدام بعض التعديلات للإشارة إلى الحروف الساكنة. وتفيد تقارير ان الكتابة السريعة الهلنستية عصر هلنستي تعود إلى بداية القرن 2 قبل الميلاد، رغم أن هناك مؤشرات على أنها قد تكون أقدم ظهورا. أقدم إشارة مؤرخة هي عقد من مصر الوسطى، تشير إلى أنه في مدينة أوكسيرينخوس أوكسيرينخوس دفع الشاعر أبولونيوس أبولونيوس الرودسي لأحد كتاب السيميوغرافيا Semeiographer لمدة عامين لتدريسه كتابة الاختزال. وتألفت الكتابة السريعة الهلنستية من علامات لكلمة أساسية وعلامات نهاية الكلمة. مع مرور الوقت، طورت العديد من العلامات المقطعية syllabic.
في روما القديمة روما القديمة، طور ماركوس توليوس تيرو (103-4 قبل الميلاد)Marcus Tullius Tiro، كان عبدا وفي وقت لاحق أصبح رجلا محررا رجل حر من قبل شيشرون شيشرون، ملاحظات تيرونيان Tironian notes لكي يتمكن من كتابة خطب شيشرون. وتألفت ملاحظات تيرونيان من اختصارات جذور كلمات اللغة اللاتينية ( notae) واختصارات كلمات النهاية ( titulae).

## نظم كتابة اختزالية معروفة
- Current Shorthand (هنري سويت)[4]
- Duployan Shorthand (Émile Duployé)[5]
- Eclectic Shorthand (J.G. Cross)[6]
- Gabelsberger shorthand (Franz Xaver Gabelsberger)[7]
- Deutsche Einheitskurzschrift [8] (German Unified Shorthand), which is based on the ideas of systems by Gabelsberger, Stolze, Faulmann and other German system inventors
- Gregg Shorthand (John Robert Gregg)[9]
- Handywrite (Eric Lee)
- Keyscript Shorthand (Janet Cheeseman)
- Munson Shorthand (James Eugene Munson)[10]
- Personal Shorthand, originally called Briefhand[11]
- Pitman Shorthand (Isaac Pitman)[12]
- Speedwriting (Emma Dearborn)[13]
- Teeline Shorthand (James Hill)[14]
- Tironian notes (Marcus Tullius Tiro), 63 BC[15]